# Banri Namikawa
Banri Namikawa (japanisch 並河 萬里, Namikawa Banri; geboren 29. Oktober 1931 in Tokio; gestorben 7. Mai 2006) war ein japanischer Fotograf.

## Leben und Wirken
Banri Namikawa machte 1954 seinen Studienabschluss in der Fotoabteilung der Fakultät für Kunst der Nihon-Universität. Er begann für die Fernseh-Nachrichtenabteilung des Senders Tokyo Broadcasting System  (TBS) zu arbeiten. Er verließ TBS bereits nach einem Jahr, da er beschlossen hatte, als freier Fotograf zu arbeiten. Er bereiste den alten Orient, die Islam-Staaten und Zentral- und Südamerika, um dort Kunst und Altertümer zu fotografieren.
1966 wurde Namikawa vom Frankfurter Fotografenverband mit einem Preis ausgezeichnet. Im Jahr darauf erhielt er den Spanischen Kulturpreis. 1968 folgte der Kulturelle Verdienstpreis der Stadt Guadalajara. 1971 gewann er den Preis der „Photographic Society of Japan“ (日本写真協会章, Nihon shashin kyōkai shō), 1972 erhielt er den Imperial Culture Award Irans im Zusammenhang mit der 2500-Jahr-Feier der Gründung des Kaiserreiches. 1974 wurde er mit der Kulturmedaille der Türkei ausgezeichnet, und 1975 erhielt er eine Ehrenauszeichnung des Staates Mexiko.
Namikawa war Gastprofessor an der Akademie der Künste der Türkei.
Beispiele der Publikationen Namakawas:
- „Chichūkai no naka no Supein“ (地中海の中のスペイン) – „Spanien im Mittelmeer“, 1967
- „Shirukurōdo bummei“ (シルクロード文明) –  „Kultur der Seidenstraße“, Band 1 und 2, 1972 und 1973
- „Shirukurōdo no genzō – tōzai bummei no setten Toruko“ (シルクロードの幻像 東西文明の接点トルコ) – „Vision der Seidenstraße – kultureller Ostwest-Berührungspunkt Türkei“
- „Shirukurōdo 25nen“ (シルクロード25年) – „25 Jahre Seidenstraße“, circa 1981
- „Mekishiko jikan no nai kuni“ (メキシコ時間のない国) „Zeitloses Mexiko“, 1981
- „Inochi Isuramu no sekai no naka de“ (いのち イスラムの世界のなかで) – „Leben – mitten in der Welt des Islams“, 1996